# Rey (Star Wars)
Rey, även känd som Rey Palpatine, är en fiktiv karaktär i Star Wars-serien, i vilken hon porträtteras av den brittiska skådespelerskan Daisy Ridley. Hon är den främsta huvudkaraktären i den tredje Star Wars-trilogin som utkom under 2010-talet. Rey är en skrotsamlare som stannat kvar på planeten Jakku där hon blev lämnad ensam som barn, där väntar hon på att hennes familj ska återvända. Rey blir involverad i konflikten mellan motståndsrörelsen och Första ordern när droiden BB-8 dyker upp.